# Georgios Marinos
Georgios Marinos o Yorgos Marinos (en griego Γεώργιος Μαρίνος) fue un político de Léucade (Grecia).

## Biografía
Estudió Derecho en Italia y ejerció como juez. Fue diputado de la República de las Islas Jónicas como miembro del Partido Radical Unido y estuvo a favor de la unión del Heptaneso con Grecia. Fue elegido apoderado en el II Congreso Nacional de los Griegos, que tuvo lugar en Atenas en 1862, en la que acabó siendo miembro de la comisión constitutiva. Fue nombrado asimismo primer presidente del nomo de Zante y Citera de julio a agosto de 1865 y primer presidente del nuevo nomo de Zante de abril a diciembre de 1867.